# 線上文字角色扮演遊戲
在線文字角色扮演遊戲（或稱“網絡文字角色扮演遊戲”或“文字游戏”）。它是一個以網絡作為平台，而利用文字作為溝通媒介所進行的電子角色扮演遊戲。遊戲的主要內容是，玩家以文字扮演某一個角色，在特定的遊戲背景下進行不同的活動，例如冒險、尋寶、解謎等。其中可以由「真人主持遊戲 / 伺服器主持遊戲」作一個粗略的劃分。而「伺服器主持遊戲」的遊戲，當中作為訊息傳達的媒體，文字，已逐漸被影象及虛擬動畫所取代，轉化為大型多人在线角色扮演游戏。而「真人主持遊戲 」的遊戲，在AI高速發展的今日，也遭受了一定衝擊。
網絡文字角色扮演遊戲比用圖像、3維影像或者動畫的網絡遊戲的更早幾年出現。在當時，由於網絡的盛行而開設遊戲的要求簡單，遊戲已經由不同的網絡媒介中不停發展開去，其中包括︰Telnet，網絡留言版，IRC，電郵以及網絡論壇等，而「真人主持游戏」在中国则主要活跃于贴吧，QQ以及部分文游爱好者开设的文游专用软件等。
網絡文字角色扮演遊戲有廣泛的類型，包括西方式幻想、日本式幻想、国家扮演、中世紀式幻想、戲劇作品（如18世紀，19世紀中葉）、現代恐怖、泛靈論、多媒體背景狂熱份子角色扮演。所謂「多媒體背景狂熱份子角色扮演」，是指從受歡迎的大眾媒體而來的角色扮演遊戲（例如哈利波特系列、龍珠系列、槍彈辯駁系列）等。這樣以大眾媒體為背景的遊戲很普遍，而且參與的玩家亦趨向於與現實中對作品內容，或者作品人物的狂熱重疊。
在線文字角色扮演遊戲並不是傳統而來就有的名字，而是根據各種不同的網絡軟體的發展而誕生不同種類遊戲的暫時統稱，所以，在歸類上暫時未有一個广受认可的統一的說法。
另一方面，真人主持的中文形式的「網絡文字角色扮演遊戲」虽然经过多年發展，但是由于多种原因，其发展程度与知名度有限，再加上名称使用习惯定型等因素，因此部份的種類仍然未有中文名稱，暫以英文縮寫作為代表。目前在中国较为常用的中文称呼为“文字游戏”，或简称“文游”，然而这类称呼没有包含DND这类游戏形式，但是包含了安科，国策等在中国更加热门的网络文字角色扮演游戏变体。

## 多樣性

### MUD
今天最受歡迎的MMORPG，的前身是諸如多人參與歷險遊戲(MUD)、MOO、MUCK、MUSH、MUX、DUMANDMUSE等的文字遊戲發展形成的。
MUD 是 Multi-User Dungeon、Multi-User Dimension 或 Multiple User Dialogue 的縮寫，直譯成中文就是多人參與歷險遊戲。由於英文縮寫翻譯成中文，類似「泥巴」，所以在中國大陸被稱為「網路泥巴」或是簡稱「泥巴」。
MUD 是一個多人線上的網路遊戲，需要有一部電腦作為 MUD 伺服器，控制玩者所經歷的事件和場景的轉變，可說是現代線上遊戲的始祖。
MUD 起源於英國，第一個出現的 MUD 為 1978 年的 MUD1，MUD 名稱亦始於該遊戲。
MUD 系統的種類繁多，不同系統的 MUD 架構也相去甚遠，但從玩家的角度來看則十分類似。主流的 MUD 系統通常以戰鬥、冒險、解謎等活動為主，其他的 MUD 系統則提供以社交活動為主軸的內容。
當玩家互動以及角色扮演更被關注的時候，MUSH和MUCK開始出現於該類遊戲。雖然由於MMORPG的出現，令這類遊戲的受歡迎程度受到了壓力，但是當中仍然有大量的遊戲繼續運行中。。
此類遊戲的非玩家角色，是由伺服器所扮演及控制的，所以在與其作出互動時，會有一定的活動模式存在。

### 接龍小說
（不限網絡聯絡的媒介，但以小說的形式，參加者以作家身份扮演不同的角色交替地為同一個故事續寫，簡稱 接龍小說）。
當中，或有主持人帶領活動的進行，但沒有絕對的權力去決定所有參加者的續寫是否合理。

### 安科
安科由日本的一种游戏安价（あんこスレ）衍生而来。通常是作者在游戏中，把后续的故事可能列出至少两个不同的选项，通过掷骰子随机选出一个，随后根据选出的那个故事走向将故事继续写下去。
以严格分类而言，安科指的是作者写故事，作者提供选项，而安价则是作者写故事，主要由玩家提供选项，作者完全不提供选项或是提供一定数量的选项，然而实际使用上两者通常被统称为安科。
安科与安价之间各有利弊，通常认为，安科的优势在于作者提供一切可能选项，可以有效控制故事走向，不会出现作者能力范围之外的选项，方便于作者的创作，而劣势在于纯安科缺少玩家的参与，只有作者和观看者，这一定程度上可能削弱了玩家的参与度与兴趣。而安价的优势则在于玩家参与度高，互动性强，然而可能会出现出乎作者意料之外的选项或是与设定矛盾的选项，导致作者创作出现难度，通常解决办法有以设定崩坏的代价自由放任、通过创作中的解释将不合理选项温和化或是更加合理化、与玩家协商调整选项提供、提前声明不接受怎么样的选项提供以及限制每个玩家提供的安价数量上限（通常建议一个玩家在一个选项提供页面最多提供三个安价）等。

### 演绎
演绎是扮演角色的文字游戏，与其他文字游戏类型不同的是，它并不强制要求玩家保持第一人称，并且允许玩家自创场景给角色。演绎并不要求玩家一定要代入角色，而是主要通过故事的手法来呈现这个角色。
在演绎中，判定者的存在被削弱，玩家们可以脱离判定者与别的玩家进行相对别的文字游戏形式更加自由的互动，并且除去可能会引起争执的部分（诸如战斗部分）需要判定者作为第三方判定，其余部分更加注重玩家间的互动。

### 国策
国策是让玩家扮演国家意志、国家党派、国家领导人等国家势力进行决策、军事模拟的文字游戏。
根据具体游戏，国策的形式各有不同，诸如扮演国家意志时，玩家可以操控自己的国家发生内战，政变来转变政治路线，而玩家不受影响，而扮演党派或是领导人时，则需要权衡政治后果，一定程度上限制了改革程度与方向。
通常游玩方式为，判定者选择一个历史背景或者原创一个架空背景（纯架空世界或是根据历史部分架空世界），提供规则和势力数值模板，随后进行回合制或者几天一次制的游玩。
而国策又主要分为意识流和数据流两派，意识流强调判定者的主观判断，考验判定者对历史、军事、科技、经济等的理解，数据流则强调计算，用数据将玩家的所有决策数据化、可视化，如军队建设往往会详细到海陆空不同装备造价差别、征兵成本等。
安科与国策在中国出现了融合变体的类型，俗称国策类安科，中国（清朝至改革开放前的时期）、南斯拉夫（冷战时期）、埃塞俄比亚（第二次埃塞俄比亚意大利战争至冷战时期）等国的特定时期是国策式安科相对热门的背景，而法国、西班牙等西欧国家同样相对热门，但因为历史原因，没有特别热门的时期背景。

### 语C
语C是玩家扮演一个特定角色的文字游戏，语C的名称由来错用了cosplay一词。
语C与跑团等文字游戏形式不同，语C一般不需要规则，主要是两个玩家之间的互动，通常都是扮演同人角色或者明星等，玩家一般为角色的粉丝、角色作品的爱好者或明星的粉丝。

### ERPG
ERPG（Electronic Role Playing Game，以各種網絡訊息交流模式作為遊戲平台，如網絡留言版，IRC，電郵以及網絡論壇。玩家以文字扮演一位或數位角色，根據由遊戲主持(Game Mater)制訂的不同規則與背景，進行遊戲。在中国通常被称为网团。
由於此類型遊戲是由網絡文字角色扮演遊戲以及桌上角色扮演遊戲(即TRPG)互相影響下而形成，所以取名為ERPG，以示其起源。
和桌上角色扮演遊戲(即TRPG)近似的部份︰
- 擁有相同功能的遊戲主持人(Game Master. GM)，負責解說劇情，扮演非玩家角色（NPC），如村民、怪物等，記錄時間，對玩家的行為作出裁決等。
- 玩家負責扮演遊戲中的角色。
- 採用桌上角色扮演遊戲(即TRPG)的系統，甚至是採用相同的故事背景、主要劇情，當然亦有自創的系統、背景及故事劇情存在。
- 採用骰子投擲去產生隨機結果，多為網絡上的數碼骰子

在網絡文字角色扮演遊戲影響下和桌上角色扮演遊戲(即TRPG)不同的部份︰
- 溝通軟件和資料庫選擇很多樣化，其中白狼遊戲出版商的CONARDHUBBARD將遊戲平台、角色資料庫配對成為網絡一體化。
- 玩家們及主持人不需要面對面進行遊戲。不同地點、不同時間的玩家亦可於同一遊戲內進行遊玩。

由於ERPG的種類繁多，暫時以遊戲平台的不同類型作為分類。以下是目前中文世界中較為常見的三大類型ERPG︰

#### 電郵型角色扮演遊戲
電郵角色扮演遊戲(Play-by-email)起源於郵遞型遊戲(Play-by-mail)，透過郵件的溝通進行的紙上遊戲，其中最著名的為1960年代中由約翰．博德曼在紙上遊戲雜誌上發明的紙上遊戲－－戰略外交。及後，網絡發展，演變為電郵角角色扮演遊戲。
玩家以電郵把扮演角色時的行動寄與遊戲主持人，然後由遊戲主持人將行動的結果及劇情的發展以電郵再寄回各玩家。

#### 論壇型角色扮演遊戲
論壇型遊戲的特點是遊戲時間的彈性、多元化的附加配件及簡易的記錄。
遊戲的平台以網絡論壇為主，以網絡論壇中的分區作為每一個獨立遊戲的劃分。每一個分區中的「主題」即為每一章節的遊戲情節。而玩家的行動，即以每一個回帖/回覆作為劃分。
遊戲時間的彈性
和實時型相比，參與者不需要同時於出現於聊天室中進行遊戲；只需要玩家在自己空閒的時間內到達論壇中的遊戲分區以「回帖」/「回覆」留下角色的行動就可以等待遊戲主持人的回覆或者其他玩家的回覆了。
和電郵型相比，玩家之間的每一個行動都公開地顯示於遊戲區內，方便玩家之間進行角色的互動。
多元化的附加配件
在回覆行動時，可利用網絡論壇的功能加插入圖片、音樂，增加遊戲的氣氛。同時，遊戲主持人亦可以利用論壇的功能，對部份玩家的情節進行隱藏，置入密碼區中，將遊戲章節置頂等功能。
內地或者台灣多稱這種形式的遊戲，簡稱為「跑論壇團」。

#### 實時型角色扮演遊戲
實時角色扮演遊戲（Play-by-chatroom）指遊戲以IRC、MSN等其他實時聊天軟件作為遊戲平台的類型。講求的是玩家與主持的即時反應，對打字的要求亦較為嚴格。若與者當中有著不同時區的玩家或者主持人存在，即需要約定各人的遊戲時間。
內地多以這種形式進行遊戲，不过通常不会特意提及实时型角色扮演游戏这种称呼，其大概念被分化成了以上介绍的演绎、国策、语C等更加细化的类型。

## 人格以及社會方面
這類角色扮演的方法與傳統的離線角色扮演系統相比有著許多優點，固然當中也有缺點。
一方面，當利用文字寫作作為媒介的時候，文字基礎的遊戲讓玩家能練習他們的寫作技巧。互聯網確然令大家的信息交流及遊玩更為容易。這種自由度雖然是一種系統上的優勢，但同時也是一種潛在的缺點。這些自由的表達非常容易被濫用，最普遍的是新玩家對於文字基礎的遊戲社區當中大部分非寫作的禮節並不了解。這造成許多有經驗的玩家產生緊密的內部組織，該種組織對尋找應該加入社區的新玩家產生了一定的加入門檻。當中無禮的行為的種類包括小白以及認定角色為無敵等。
另一個值得提出的方面是角色扮演發展了一種僅限於有經驗或完全沉浸與該種興趣的人的詞語。有些字眼與一般所廣泛使用的字眼重疊。例如故事推進角色，同人，神人，無敵，OOC，以及IC等在文字角色扮演周期時常出現的字眼，這些字眼一般被視作玩家需要熟悉的遊戲用語。
同时，随着AI的发展，真人主持的文字游戏往往对游玩中AI的使用产生了争议，通常情况为，当没有特意提及时，默认不允许完全使用AI，同时使用AI对自己文本进行修饰时，也最好和判定者进行提前沟通商量，以避免产生争议，而如果判定者自己就使用AI且提前声明了判定会有AI参与，则不限制玩家的AI使用。普遍而言，游玩真人主持的文字游戏不建议使用任何AI，因为部分玩家会认为这违背了真人主持的文字游戏的初衷，并且会出现「既然使用了AI，为什么不干脆直接和AI玩文字游戏，不需要玩人类主持的文字游戏」的质疑。

### 認可權
在關於玩家的角色問題上，“認可權”相等於玩家對發生於角色的事擁有的“否決權”。其中認可權的等級可以分為：
- 無需認可：遊戲當中關於發生於該角色的事情，結果將會以“常識”作為指引，例如，擲骰的結果顯示該角色被槍擊，結果是以「常識」作為指引，角色將會被子彈射中，而不需要玩家進行「角色能否迴避子彈」的擲骰。或者，如果遊戲系統存在關於發生事情的規則，即以系統的計算結果作為最終的決定。
- 有限認可：一般來說，這表示玩家可以在一定限制下控制發生在角色身上的事的結果。例如允許玩家以「OOC」(out of character)來控制角色的行動，從而避免角色死亡。舉例來說，如果角色被定為將會受到致命傷，遊戲內會允許玩家稍微轉移變成角色僅僅受到一連串的傷害。但這僅限於角色的生死大事或者非戰鬥時的遊戲情中發生等。
- 必須認可：在沒有玩家認可的情況下遊戲角色什麼也不會發生。例如，儘管擲骰的結果顯示子彈射中該角色，控制角色的玩家若不認可此結果，那麼「子彈射中該角色」一事就不會在遊戲中發生。

大部分角色扮演遊戲都是有限認可，如果玩家提出「改變角色結果」的要求，某些情況容許遊戲管理員去判斷玩家的意見是否合理，但這樣劇本的可信性，或合理性就可能會受到破壞。

### 遊戲規則系統
雖然有多不勝數的規則系統存在，然而仍然存在一些共同的準則去區別角色扮演和合力寫作之間的分別︰
以角色扮演來說，最普遍的特點是
每個玩家都能控制他獨有的角色並且沒有任何其他參與者或玩家可以對該角色作出行動。
在這個媒介當中產生了各種不同的遊戲，例如拳鬥（見下文），長時間下來形成了各自不同的遊戲文化和系統，各自的行為規範以及相關的次文化。
在網絡上有許多種系統，其中較著名的有套用桌上角色扮演遊戲的系統：
- 龍與地下城（Dungeons and Dragons，簡稱 D&D。著名電腦遊戲「柏德之門」即使用此系統）。
- 泛用無界角色扮演系統（General Universal Role Playing System，簡稱 GURPS）。

### 拳鬥
拳鬥是一個網上角色扮演的兩人或多人對戰形式，一般以實況報道的遊戲最為多用。
兩個或更多玩家輪流合作敘述一個對戰，他們各自以常識消滅自己的敵人。當一個中立玩家瀏覽所有相關文章後判定有一個玩家被消滅或成為勝利者時遊戲就完結了。在互聯網的角色扮演情況下，拳鬥保留了扮演或戰鬥練習的傳統意義，但僅限於寫作互動。
這些戰鬥系統分為兩個類別，速度型以及輪流型。前者是參與方尋求通過打字速度及計謀超越對方，因此這對網站或程式需要的是即時信息或聊天功能。而後者並不強調打字速度的重要性，而完全集中於策略，因而一般建基於網絡論壇或留言版。
其中在Uwants討論區中的鋼彈遊戲，就為其中一例。

## 並見
- 角色扮演遊戲
- MUD
- MU*
- 電郵角色扮演遊戲
- 創意寫作